# Klokot (Bihács)

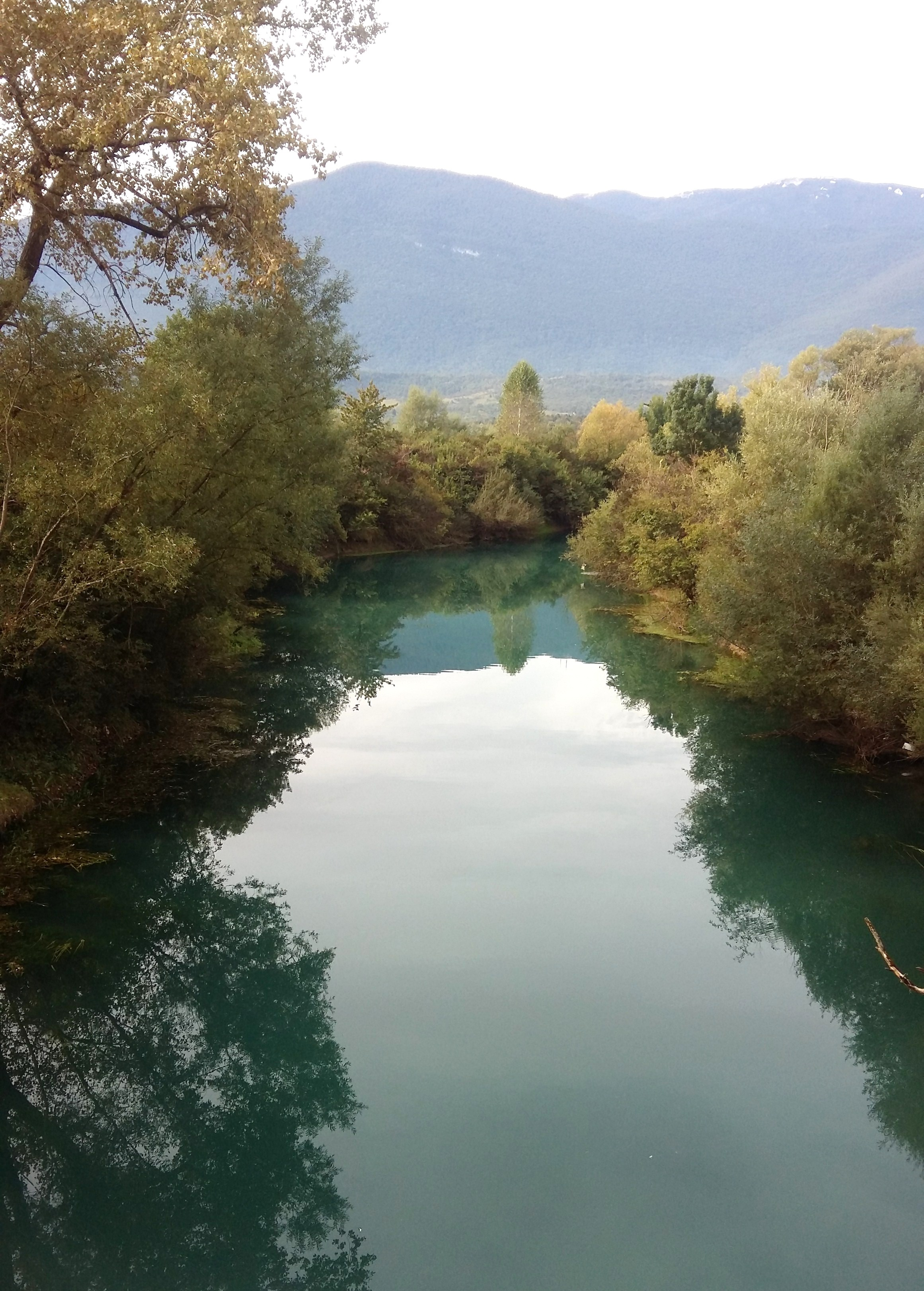
A Klokot, az Una bal oldali mellékvize, hátterében a Plješevica-hegységgel

Klokot falu Bosznia-Hercegovinában, Bihács községben, a Bosznia-hercegovinai Föderáció Una-Szanai kantonjában. 

## Fekvése
Bihácstól légvonalban 3, közúton 5 km-re északnyugatra, a Baljevac-Željava-terasz és Muratovića glavica között fekszik. A plješevicai erős széltől az Usedlina és Glavica védi a falut. Területe forrásvizekben rendkívül gazdag, mely fejlődésében is jelentős szerepet játszott. A legnagyobb forrás a Klokot, amelynek vize több malmot is működtetett. A vizek az alább fekvő falvak tavaiba folynak, és egész nyáron megtartják a vizüket. A falu soros beépítésű. Három régi útja háromszöget alkot, amelyben egy mecset és a házak zöme található, melyek az út mindkét oldalán sorakoznak. Három településrésze: Mehinovac, Peciković és Klokot. Klokot maga is három részre oszlik: Ramekića, Kečanovića és Kasumovića.

## Népessége
| Nemzetiségi csoport | Népesség 1991 | Népesség 2013 |
| ------------------- | ------------- | ------------- |
| Szerb               | 0             | 0             |
| Bosnyák             | 703           | 545           |
| Horvát              | 0             | 1             |
| Jugoszláv           | 0             | 0             |
| Egyéb               | 2             | 13            |
| Összesen            | 705           | 559           |

## Története
A település nevét valószínűleg az azonos nevű forrásról és patakról kapta. A Glavicán egy torony romja található, amelyet a hagyomány szerint a szerb szabadsághős, Stojan Janković gyújtott fel. Amikor Bihács vára elesett, a falu is elnéptelenedett, de nem sokáig volt lakatlan, mert rövidesen három anatóliai ember telepedett le itt: Murat, Kurija és Fajik. Murat alapította Muratovićot, mely falu Muratovica Glavica alatt feküdt, de lakossága nem szaporodott. Csak néhányan éltek itt. Kurija és Fajik Klokotban telepedett le. Kurijától származtak a Kurić, Prohić, Begić és Alunović családok, míg Fajiktól a Fajkovićok. Az 1791-es szisztovói béke után Klokot határtelepülés lett. A 19. század folyamán újabb telepesek jöttek, akik közül többen Bihácsból, a pestis elől menekülve érkeztek. Az osztrák-magyar uralom elől a lakosság egy része Törökországba vándorolt ki. Lakói leginkább mezőgazdasággal foglalkoztak. A legtöbben kukoricát termeltek, amit Likában jól el lehetett adni. Sok szarvasmarhát is neveltek, mert rétjeik termékenyek voltak. A szárazabb évek során sok szénát is eladtak a likaiaknak.

## Gazdaság
Klokot a terméshozamokat tekintve a második helyen áll Bosznia-Hercegovinában, Bihács város 200 l/s vizet használ innen. A Klokot-patak 4,5 km-es szakasza mentén van kialakítva egy térség, ahol az emberek pihenésére és rekreációjára szolgáló helyek vannak berendezve. Az itteni erdők (52 527 ha területtel) az alapját képezik széles körű fafeldolgozó iparnak és a turizmus fejlesztésének.

## Nevezetességei
- A falu feletti Klokotska glavicán a bronzkorban és a vaskorban létezett település nyomai találhatók. A hegy keleti és délkeleti lejtőin sok őskori kerámiatöredék és használati tárgyak maradványai kerültek elő.[4]

- A Klokot forrásvidéke kedvelt turistalátványosság.